# كأس العالم 98 (لعبة فيديو)
كأس العالم 98 (بالإنجليزية: World Cup 98)‏، هي لعبة الفيديو الرسمية لبطولة كأس العالم لكرة القدم 1998، طُوِّرَتْ من قِبَل شركة إي آيه كندا، ونُشِرت عبر شركة إلكترونيك آرتس، وتُعَد الرابعة من حيث الترتيب في سلسلة الألعاب الخاصة ببطولة كأس العالم لكرة القدم بوجه عام، والأولى في الترتيب في السلسلة المُقَدّمة من شركة إلكترونيك آرتس لألعاب كأس العالم بشكل خاص.

## وصلات خارجية
- World Cup 98 على موبي غيمز
- World Cup 98 (Game Boy) على موبي غيمز